# Kabinett Bazille
Das Kabinett Bazille bildete vom 3. Juni 1924 bis 4. Juni 1928 die Landesregierung von Württemberg.

## Mitglieder
| Amt             | Name             | Bild | Partei | Partei                               |
| --------------- | ---------------- | ---- | ------ | ------------------------------------ |
| Staatspräsident | Wilhelm Bazille  |      |        | Württembergische Bürgerpartei (DNVP) |
| Kult            | Wilhelm Bazille  |      |        | Württembergische Bürgerpartei (DNVP) |
| Wirtschaft      | Wilhelm Bazille  |      |        | Württembergische Bürgerpartei (DNVP) |
| Inneres         | Eugen Bolz       |      |        | Z                                    |
| Justiz          | Josef Beyerle    |      |        | Z                                    |
| Finanzen        | Alfred Dehlinger |      |        | Württembergische Bürgerpartei (DNVP) |